# Полія Лекера
Полія Лекера (Pohlia lescuriana) — вид мохів порядку головмохальних (Bryales).

## Поширення
Батьківщиною є Європа, Північна Америка, Азія.
Населяє порушений ґрунт, ґрунт на перевернутих деревах, узбіччях, у тріщинах скель, уздовж струмків; низькі висоти.

## Характеристика
Рослини дрібні, блідо-білуваті, дещо глянцеві. Стебла 0.3–0.8 см. Листки від прямовисних до ± розпростертих, ланцетні, 0.7–1.2 мм; краї від зубчастих до зубчастих у дистальній 1/3. Іноді присутнє спеціалізоване нестатеве розмноження; ризоїдальні бульби оранжеві, оранжево-коричневі або жовті. Вид дводомний. Коробочкові ніжки оранжево-коричневі. Коробочка нахилена під кутом 95–180°, від коричневого до солом'яного забарвлення, широко коротко-грушоподібна. Спори 15–21 мкм, дрібно шорсткі.